# Élections législatives de 1871 en Guadeloupe
Les élections législatives de 1871 en Guadeloupe ont eu lieu les 8 février et 9 avril dans le département de la Guadeloupe dans le cadre des élections législatives françaises de 1871, dans les prémices de la IIIe République.
C'est le retour de la représentation à l'Assemblée des différentes colonies, qui avait été supprimée par le Second Empire en décembre 1851.

## Mode de scrutin
L'Assemblée nationale de 1871 est composée de 644 sièges.
Ces élections se sont déroulées au scrutin de liste majoritaire départemental à un tour, en reprenant l'essentiel des dispositions de la loi électorale du 15 mars 1849.
Peuvent être élus au premier tour les candidats ayant obtenu le plus de voix, à condition d'en avoir recueilli un nombre égal au huitième des électeurs inscrits. 
Un second tour peut être organisé le deuxième dimanche suivant le premier vote, dans le cas où le nombre des candidats élus est inférieur au nombre de représentants attribués à la circonscription.
Dans le département de la Guadeloupe, deux députés sont à élire.

## Élus
|                        | Député élu                       | Parti ou Nuance | Parti ou Nuance    | Groupe              |  |
| ---------------------- | -------------------------------- | --------------- | ------------------ | ------------------- |  |
| Circonscription unique | Melvil-Bloncourt (1871-1874)     |                 | Radical            | Extrême gauche      |  |
| Circonscription unique | Théodore Lacascade (1875-1876)   |                 | Républicain modéré | Union républicaine  |  |
| Circonscription unique |                                  |                 |                    |                     |  |
| Circonscription unique | Louis Adolphe Rollin (1871-1873) |                 | Républicain modéré | Gauche républicaine |  |
| Circonscription unique | Germain Casse (1873-1876)        |                 | Radical            | Union républicaine  |  |

## Résultats
| Parti    | Parti    | Candidat             | Premier tour | Premier tour | Ballotage | Ballotage |
| Parti    | Parti    | Candidat             | Voix         | %            | Voix      | %         |
| -------- | -------- | -------------------- | ------------ | ------------ | --------- | --------- |
|          | Rad      | Melvil-Bloncourt     | 3 211        |              | 3 322     |           |
|          | Rép mod  | Louis Adolphe Rollin | 2 898        |              | 2 756     |           |
|          |          | Divers               |              |              |           |           |
|          |          |                      |              |              |           |           |
| Inscrits | Inscrits | Inscrits             | 29 722       | 100,00       | 29 722    | 100,00    |
| Votants  | Votants  | Votants              |              |              | 5 620     | 18,91     |
| Exprimés |          |                      |              |              |           |           |